# サタデーLIVE ニュース ジグザグ
『サタデーLIVE ニュース ジグザグ』（サタデーライブニュースジグザグ）は、2025年（令和7年）4月5日から、読売テレビの制作により、日本テレビ系列で土曜日11時55分 - 13時30分（JST）に生放送されている情報番組である。番組内での表示タイトルは『news ZZ ジグザグ』である。番組のキャッチコピーは「ニュースに近道はあるか?」。

## 概要
『ウェークアップ!』の後継番組であるが、放送枠は土曜朝から土曜昼に移動した。俳優の小澤征悦がナビゲーターを務め、進行は読売テレビアナウンサーの足立夏保が担当する。
制作は読売中京FSホールディングスの連結子会社である読売テレビが担当するが、全国ネットで放送するため、日本テレビで土曜昼の枠に放送している『メシドラ』は日曜 12:45 - 14:00に移動（『メシドラ』非ネット局で放送していた『今田耕司のネタバレMTG』については放送終了。それ以外に自社制作番組や番組販売扱いで系列内外の遅れネット番組を放送している系列局に関しては各々で対応）した。日本テレビ・テレビ金沢にとって土曜昼枠での生放送は2021年4月から2023年9月にかけて放送した『ゼロイチ』以来となる。

## 出演者
- 小澤征悦（俳優） - ナビゲーター
- 足立夏保（読売テレビアナウンサー） - メインキャスター
- 林マオ（読売テレビアナウンサー） - サブキャスター
- 高岡達之（読売テレビ報道局特別解説委員） - 解説
- 橋本雅之（読売テレビ） - フィールドキャスター
- 吉積夏帆 - 気象予報士

### 週替わりコメンテーター
- 秋元里奈（食べチョク代表）
- 安部敏樹（リディラバ代表）
- 石田健（The HEADLINE 編集長）
- 石山アンジュ（社会起業家）
- 奥田修二（お笑い芸人「ガクテンソク」）
- 金子恵美（元衆議院議員）
- 亀井正貴（弁護士）
- 菊川怜（俳優）
- 古坂大魔王（お笑い芸人）
- 後藤達也（経済ジャーナリスト）
- 大門小百合（ジャーナリスト）
- 瀧口友里奈（ビジネスジャーナリスト）
- 中林美恵子（早稲田大学教授）
- にしおかすみこ（お笑い芸人）
- 野口聡一（宇宙飛行士）
- 橋本五郎（読売新聞特別編集委員）
- 堀潤（ジャーナリスト）
- 馬渕磨理子（経済アナリスト）
- 三宅香帆（文芸評論家）
- 村上信五（SUPER EIGHT）

## 放送局
| 放送対象地域   | 放送局                    | 系列           | 放送日時           |
| -------------- | ------------------------- | -------------- | ------------------ |
| 近畿広域圏     | 読売テレビ（ytv） 制作局  | 日本テレビ系列 | 土曜 11:55 - 13:30 |
| 北海道         | 札幌テレビ（STV）         | 日本テレビ系列 | 土曜 11:55 - 13:30 |
| 青森県         | 青森放送（RAB）           | 日本テレビ系列 | 土曜 11:55 - 13:30 |
| 岩手県         | テレビ岩手（TVI）         | 日本テレビ系列 | 土曜 11:55 - 13:30 |
| 宮城県         | ミヤギテレビ（MMT）       | 日本テレビ系列 | 土曜 11:55 - 13:30 |
| 秋田県         | 秋田放送（ABS）           | 日本テレビ系列 | 土曜 11:55 - 13:30 |
| 山形県         | 山形放送（YBC）           | 日本テレビ系列 | 土曜 11:55 - 13:30 |
| 福島県         | 福島中央テレビ（FCT）     | 日本テレビ系列 | 土曜 11:55 - 13:30 |
| 関東広域圏     | 日本テレビ（NTV）         | 日本テレビ系列 | 土曜 11:55 - 13:30 |
| 山梨県         | 山梨放送（YBS）           | 日本テレビ系列 | 土曜 11:55 - 13:30 |
| 新潟県         | テレビ新潟（TeNY）        | 日本テレビ系列 | 土曜 11:55 - 13:30 |
| 長野県         | テレビ信州（TSB）         | 日本テレビ系列 | 土曜 11:55 - 13:30 |
| 静岡県         | 静岡第一テレビ（SDT）     | 日本テレビ系列 | 土曜 11:55 - 13:30 |
| 富山県         | 北日本放送（KNB）         | 日本テレビ系列 | 土曜 11:55 - 13:30 |
| 石川県         | テレビ金沢（KTK）         | 日本テレビ系列 | 土曜 11:55 - 13:30 |
| 福井県         | 福井放送（FBC）           | 日本テレビ系列 | 土曜 11:55 - 13:30 |
| 中京広域圏     | 中京テレビ（CTV）         | 日本テレビ系列 | 土曜 11:55 - 13:30 |
| 鳥取県・島根県 | 日本海テレビ（NKT）       | 日本テレビ系列 | 土曜 11:55 - 13:30 |
| 広島県         | 広島テレビ（HTV）         | 日本テレビ系列 | 土曜 11:55 - 13:30 |
| 山口県         | 山口放送（KRY）           | 日本テレビ系列 | 土曜 11:55 - 13:30 |
| 徳島県         | 四国放送（JRT）           | 日本テレビ系列 | 土曜 11:55 - 13:30 |
| 香川県・岡山県 | 西日本放送（RNC）         | 日本テレビ系列 | 土曜 11:55 - 13:30 |
| 愛媛県         | 南海放送（RNB）           | 日本テレビ系列 | 土曜 11:55 - 13:30 |
| 高知県         | 高知放送（RKC）           | 日本テレビ系列 | 土曜 11:55 - 13:30 |
| 福岡県         | 福岡放送（FBS）           | 日本テレビ系列 | 土曜 11:55 - 13:30 |
| 長崎県         | 長崎国際テレビ（NIB）     | 日本テレビ系列 | 土曜 11:55 - 13:30 |
| 熊本県         | くまもと県民テレビ（KKT） | 日本テレビ系列 | 土曜 11:55 - 13:30 |
| 鹿児島県       | 鹿児島読売テレビ（KYT）   | 日本テレビ系列 | 土曜 11:55 - 13:30 |

- 前身となる『ウェークアップ』は非ネットだった山梨放送、福井放送、高知放送も、本番組からネット開始している。
- 福井放送は2025年4月から土曜11時45分枠の『ANNニュース』を11時55分に飛び降り、当番組を放送。

## スタッフ
- デスク：大野木貴弘、中村健二、坂梨俊（共にその他は毎週ディレクター）【週替り、回によって異なる】
- ディレクター：橋本雅之、松山紀恵、藤田泰人、浜田慎也、谷河悠規、平山義隼、垣谷理恵、坂本法実、髙松紗希、野島穣治
- AD：坂本光、山本未由、竹内優、田中悠太、谷口実琴
- 構成：竹村武司
- 東京スタッフ：林エリ、鈴木日香里【毎週】、上野正樹、鈴木秀俊、鈴木潤【週替り】
- AP：石川晶世
- TD：三村将之、鈴木直人、藤井義行【週替り】
- TD/音声：小野木晋【週替り、回によって異なる】
- TD/SW/カメラ：杉本麻也、坂口裕一【週替り、回によって異なる】
- TD/VE：池見憲一【週替り、回によって異なる】
- SW/カメラ：野口忠繁、松本学【週替り、回によって異なる】
- VE：矢野鼓子、綾井星太、菊地健、松下英男、今中萌那、古門優弥、田渕敬昌、景川慶三、窪内誠【週替り】
- カメラ：石田和也、横田浩一、金永浩二、出口雅樹【週替り】
- 音声：畑仲豊萌、南谷良美、後藤敬介、四方武範、藤本博樹、池永裕一、沖田一剛【週替り】
- 照明：鷲津繋比古【基本毎週】、窪田和弘、河戸将克【不定期】
- TK：本行真由美
- CG：福原麻衣・畑中一輝・室井明彦・枝元大夢（エイデック）、朝倉大翔、大西真央、西岡卓也、上田梨絵、吉本貴佳【週替り】
- 取材：河越幸平、中矢寛規、鶴圭介、高倉芳和、近藤卓也、西川亮、岡田和也、村田太一、山下康雄、重田佑大、松本貴勲、森口祐輝、和内勉、南佳孝、綱本直、岡田修治、谷口友秀、宮一馬、大塚伸之、石脇篤洋、林裕介、稲津勝、古川由麻、福田保、戸田統、高倉芳和、高岡ひろお、金城雅一、桑原俊明、大中一、虎谷道広、江崎真澄、林隆之、小林耕太郎、玉井真丈、福場清正、中村健勇、山崎浩司、田中譲二、杉森賢治、依藤怜奈、花ノ木厚志【週替り】
- 編集：定祐美佳【毎週】、音尾康平、田中博文、芦田諒平、川畑瑞仁、佐々木徹、中久保貴司、田中健一、赤井修二、福井直哉、浅田邦裕、藤谷圭太郎、加野理史、入江基樹、小谷奈央、今村祐旗、福善勇介、中野英勝、正田みのり、古田成龍【週替り】/角野靖明、谷和彦、間宮英輔、師岡邦嘉、岡本怜之、中村誠、有賀聡、笹岡真丈、長谷川功一、森保、平池武志、大野卓、赤間初雄、坂本ゆかり【週替り】
- テロップ：二角雄大、石津祥
- 音効：竹内健司、中谷誠【週替り】
- MA：岡田朋浩【基本毎週】、小鎚雄也【不定期】
- ナレーター：小羽勝也、桂やすこ
- 美術：山下創平、箕田英二【毎週】、伊藤大樹【不定期】
- 美術進行：宮﨑友紀（つむら工芸）
- スタイリスト：吉田幸弘、水口佐智子
- メイク協力：Sot、napℓa、iPSa、MTG、株式会社きくや美粧堂
- 人形制作：KUCCI（杉本彩子、英輝）
- 制作協力：日本テレビ、NNN各局
- 演出：上馬場雄介、武藤将大（共にデスク兼務の回あり）
- プロデューサー：植村勇太
- チーフプロデューサー：岡﨑亮（2025年7月5日 - ）
- 制作著作：ytv

### 過去のスタッフ
- AD：藤林篤史（2025年4月5日 - 7月26日）
- 総合演出：遠藤慎也（2025年4月5日 - 6月28日）
- チーフプロデューサー：木村真二郎（2025年4月5日 - 6月28日）

## 問題となった放送内容
自民党派閥の裏金問題での出演者の発言
2025年8月2日の放送で旧安倍派の裏金問題を報じた際に前参院幹事長の世耕弘成･元経済産業相の西村康稔元経済産業相･元政務調査会長の萩生田光一･元官房長官の松野博一が先月23日に会談したことを取り上げた上でゲスト出演した石原伸晃が「石破さんが何でここまで政権に恋々としているかといえば…政治資金規正法の不記載が旧安倍派。しかも安倍総理が“こりゃだめだ”と帰ってきてみたらね…」などと発言した。
これについて9日の放送終盤で足立が「萩生田氏、松野氏ともいずれの会合にも出席していません」と石原の発言は誤りだったと認めた上で「両氏におわびし訂正いたします」と謝罪した。
これに対して旧安倍派の関係者は毎日新聞の取材に「事実に基づかず大変遺憾だ」として読売テレビを批判している。